# De zwarte banier
De zwarte banier is het vierentwintigste stripverhaal uit de reeks van De Rode Ridder. Het is geschreven door Willy Vandersteen en getekend door Frank Sels. De eerste albumuitgave was in 1965.